# شرطة الحدود (الجزائر)

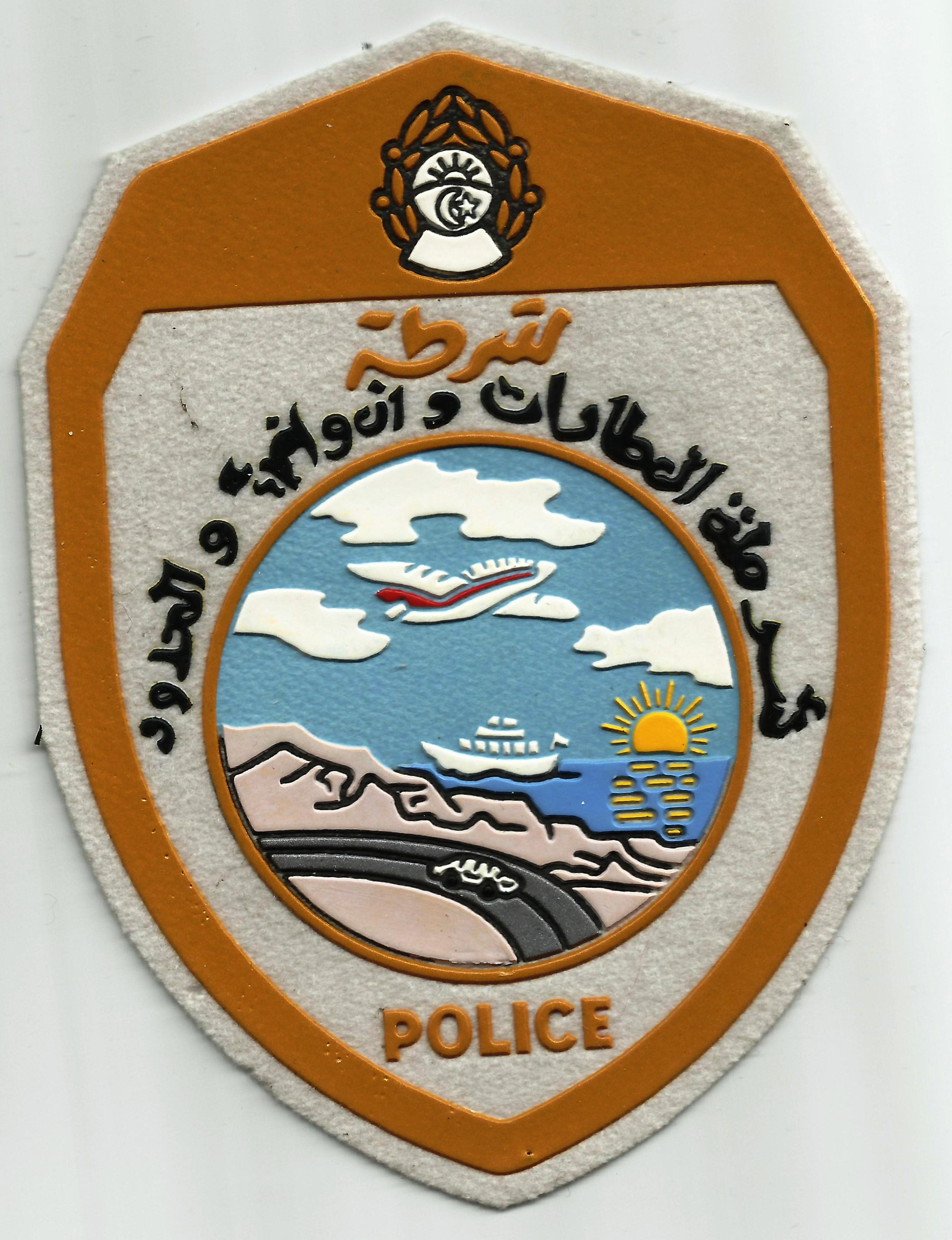
شعار شرطة الحدود

شرطة الحدود الجزائرية ينتشر أفرادها في الموانئ والمطارات والمعابر الحدودية البرية حيث يعملون على ضمان أمن هذه المواقع وسلامتها بالإضافة إلى مراقبة حركة الأشخاص والممتلكات وكذا ضمان مراقبة حركة اليسارات والطائرات والسفن والمركبات والسهر على تطبيق النظم الدولية والتشريعات الوطنية المتعلقة بالحدود.
قامت الشرطة الجزائرية أيضاً بإنشاء مصالح جهوية خاصة بمكافحة الهجرة غير الشرعية (BRIEC) في كل من أدرار وتمنراست وإليزي وتلمسان وذلك باعتبارها أكبر منافذ دخول المهاجرين غير الشرعيين من دول الجوار وذلك من أجل التحكم الجيد في القضية.